# Билья, Лукас
Лу́кас Родри́го Би́лья (исп. Lucas Rodrigo Biglia; 30 января 1986, Мерседес) — аргентинский футболист, полузащитник. Победитель молодёжного чемпионата мира 2005 в составе сборной Аргентины до 20 лет. Имеет также итальянское гражданство.

## Карьера
Лукас Билья начал свою карьеру в клубе «Архентинос Хуниорс». В 2005 году перешёл в «Индепендьенте», и проведя там сезон, перешёл в бельгийский «Андерлехт», с которым и связано большинство его достижений в качестве игрока. За новый клуб дебютировал 30 июля 2006 года в матче против «Сент-Трюйдена», его команда победила со счетом 4-2. Лукас Билья в составе «Андерлехта» стал двукратным чемпионом Бельгии, обладателем Кубка Бельгии и трёхкратным обладателем Суперкубка Бельгии, капитаном команды. В ноябре 2010 года им заинтересовались «Вест Хэм Юнайтед», «Наполи» и «Бордо», зимой 2012 года — «Милан».
Летом 2013 года достиг договоренности о продолжении карьеры в римском «Лацио». В сезоне 2016/17 Билья сыграл в 34 матчах за «Лацио», забил пять мячей и отдал четыре голевых паса. Игрок отказался продлевать контракт с римским клубом, который истекает в 2018 году.
16 июля 2017 года Лукас перешел в итальянский «Милан» за 17 миллионов евро + 3 миллиона в качестве возможных бонусов. Контракт рассчитан до 2020 года с возможностью автоматической пролонгации ещё на год. В матче против «Кальяри» игрок дебютировал за новый клуб.

## Сборная
В феврале 2011 года был вызван в сборную Аргентины и 9 февраля 2011 года дебютировал в её составе в матче против сборной Португалии, на 79 минуте заменив Эстебана Камбьяссо. Аргентина победила со счётом 2:1. 1 мая 2011 года в матче с «Брюгге» Лукас вывихнул плечо. Он выбыл до конца чемпионата Бельгии и мог не поехать на Кубок Америки. Однако Билья успел восстановиться и вошёл в окончательный список игроков, заявленных на Кубок Америки 2011.

## Достижения
Клубные
«Андерлехт»
- Чемпион Бельгии (4): 2006/07, 2009/10, 2011/12, 2012/13
- Обладатель Кубка Бельгии: 2007/08
- Обладатель Суперкубка Бельгии (4): 2006, 2007, 2010, 2012

«Лацио»
- Обладатель Кубка Италии: 2012/13

Сборная Аргентины
- Чемпион мира среди молодёжных команд: 2005
- Серебряный призёр чемпионата мира: 2014
- Финалист Кубка Америки (2): 2015, 2016

Личные
- Молодой игрок года в Бельгии: 2006/07